# Santo Antônio (Cerro Largo)
Santo Antônio é um distrito rural do município brasileiro de Cerro Largo, no Rio Grande do Sul.

## Geografia

### Clima
O clima é quente e temperado. Existe uma pluviosidade significativa ao longo do ano. Mesmo o mês mais seco ainda assim tem muita pluviosidade. A classificação do clima é Cfa de acordo com a Köppen e Geiger. A temperatura média anual em Santo Antônio é 20.4 °C. 1855 mm é o valor da pluviosidade média anual.
| Dados climatológicos para Vila Santo Antônio | Dados climatológicos para Vila Santo Antônio | Dados climatológicos para Vila Santo Antônio | Dados climatológicos para Vila Santo Antônio | Dados climatológicos para Vila Santo Antônio | Dados climatológicos para Vila Santo Antônio | Dados climatológicos para Vila Santo Antônio | Dados climatológicos para Vila Santo Antônio | Dados climatológicos para Vila Santo Antônio | Dados climatológicos para Vila Santo Antônio | Dados climatológicos para Vila Santo Antônio | Dados climatológicos para Vila Santo Antônio | Dados climatológicos para Vila Santo Antônio | Dados climatológicos para Vila Santo Antônio |
| Mês                                          | Jan                                          | Fev                                          | Mar                                          | Abr                                          | Mai                                          | Jun                                          | Jul                                          | Ago                                          | Set                                          | Out                                          | Nov                                          | Dez                                          | Ano                                          |
| -------------------------------------------- | -------------------------------------------- | -------------------------------------------- | -------------------------------------------- | -------------------------------------------- | -------------------------------------------- | -------------------------------------------- | -------------------------------------------- | -------------------------------------------- | -------------------------------------------- | -------------------------------------------- | -------------------------------------------- | -------------------------------------------- | -------------------------------------------- |
| Temperatura máxima média (°C)                | 32                                           | 31,1                                         | 29                                           | 25,5                                         | 22,2                                         | 20,2                                         | 21,7                                         | 23,5                                         | 25,4                                         | 28,5                                         | 30,3                                         | 29,5                                         | 26,6                                         |
| Temperatura média (°C)                       | 25,7                                         | 25,1                                         | 23,1                                         | 19,7                                         | 16,6                                         | 14,9                                         | 15,6                                         | 17,2                                         | 19                                           | 21,7                                         | 23,3                                         | 23,3                                         | 20,4                                         |
| Temperatura mínima média (°C)                | 19,4                                         | 19,1                                         | 17,3                                         | 13,9                                         | 11                                           | 9,7                                          | 9,5                                          | 10,9                                         | 12,6                                         | 15                                           | 16,4                                         | 17,2                                         | 14,3                                         |
| Precipitação (mm)                            | 152                                          | 140                                          | 143                                          | 179                                          | 160                                          | 162                                          | 142                                          | 132                                          | 158                                          | 188                                          | 152                                          | 147                                          | 1 855                                        |
| Fonte: 31/03/2018                            |                                              |                                              |                                              |                                              |                                              |                                              |                                              |                                              |                                              |                                              |                                              |                                              |                                              |
| Fontes: CLIMATE-DATA.ORG                     |                                              |                                              |                                              |                                              |                                              |                                              |                                              |                                              |                                              |                                              |                                              |                                              |                                              |